# Oxana Yablonskaya
Oxana Yablonskaya (russisch Оксана Михайловна Яблонская, * 6. Dezember 1938 in Moskau, Sowjetunion) ist eine US-amerikanisch-israelische Pianistin und Klavierpädagogin russischer Abstammung.

## Ausbildung
Yablonskaya wuchs in einer jüdischen Familie in Moskau auf. Ihre Musikalität zeigte sich früh und sie wurde wie ihre ältere Schwester zuvor mit sechs Jahren in die Zentrale Musikschule Moskau eingeschult. Klavierunterricht erhielt sie dort bis zum Ende der Gymnasialzeit von Anaida Sumbatjan. Anschließend nahm sie 16-jährig das Studium am Moskauer Konservatorium in der Klavier-Klasse von Alexander Goldenweiser auf. Nach dessen Tod wechselte Yablonskaya in die Klasse von Dmitri Baschkirow und legte die Abschlussprüfung 1961 ab. Das Graduiertenstudium absolvierte sie bei Tatjana Nikolajewa, als deren Assistentin sie am Moskauer Konservatorium und an der Zentralen Musikschule unterrichtete. Während dieser Zeit wurde ihr Sohn Dimitry Yablonsky geboren. Im darauffolgenden Jahr nahm sie erfolgreich am Long-Thibaud-Wettbewerb in Paris teil und wurde dort mit dem zweiten Preis ausgezeichnet.

## Karriere

### Sowjetunion
Yablonskaya wurde 1965 Mitglied des Lehrkörpers der Klavierabteilung des Moskauer Konservatoriums und nahm im selben Jahr am IV internationalen Klavierwettbewerb in Rio de Janeiro teil. Sie errang dort zusammen mit Alexei Ljubimow den ersten Platz. Zeitgleich begann sie unter dem Dirigat der sowjetischen Agentur Moskonzert als Solistin der Moskauer Philharmonischen Gesellschaft zu konzertieren. In den Folgejahren trat sie häufig in Moskau auf, Tournee führten sie durch ihr Heimatland, nach Polen, in die Deutsche Demokratische Republik, nach Bulgarien und Jugoslawien. Im Jahr 1969 nahm Yablonskaya nach einer Vorbereitungszeit bei Boris Berlin beim Internationalen Beethoven Klavierwettbewerb in Wien teil und wurde Zweitplatzierte hinter Mitsuko Uchida.
Die durch staatliche Restriktionen immer unzufriedener werdende Pianistin stellte im Jahr 1975 für sich und ihren Sohn einen Ausreiseantrag aus der Sowjetunion. Sie litt darunter Auslandseinladungen, die auf ihre erfolgreichen Klavierwettbewerbe folgten, nicht wahrnehmen zu können und unter der Regulierung von Platteneinspielungen.
Als Folge wurde Yablonskaya von ihrer Lehrtätigkeit am Moskauer Konservatorium entbunden und ihr wurden öffentliche Auftrittsmöglichkeiten als Pianistin verwehrt. Zwei Jahre wartete sie in Moskau auf die Stattgabe ihres Gesuchs. Von regulären Verdienstmöglichkeiten für ihren Lebensunterhalt abgeschnitten, ebneten ihr Bekannte Wege für private Klavierabende. Im Jahr 1977 erhielt sie die Erlaubnis die Sowjetunion zu verlassen. Leonard Bernstein wandte sich zuvor mit anderen Kulturschaffenden auf Initiative von Yablonskayas Schwester, die bereits 1975 in die Vereinigten Staaten emigriert war und als Geigerin an der New York City Opera arbeitete, mit einer diesbezüglichen Petition an Nikolai Podgorny.

### International
Yablonskaya übersiedelte im Juni 1977 in die Vereinigten Staaten und debütierte dort im Oktober mit dem El Paso Symphony Orchestra. Zwei Wochen später gab sie am Lincoln Center in New York City in der Alice Tully Hall ein Solorekital. Der Musikkritiker Milton Schafer war bereits nach den ersten Takten beeindruckt und erkannte, dass es „ein Nachmittag außergewöhnlichen Pianismus werden würde“. Sie debütierte im Oktober 1978 in der Carnegie Hall und im Jahr 1979 sorgte ein programmatisch Chopin, Gluck, Beethoven und Prokofjew gewidmetes Konzert in der 92nd Street Y für Furor. Raymond Ericson bescheinigte Yablonskayas Aufführung in der New York Times „großes Temperament und einen hohen Grad an Intensität“. Bill Zarariasen beschrieb den Konzertabend als „durchwegs hervorragend“, Yablonskayas „Musik gehe ungehindert und direkt in Herz und Seele“. Im November folgte ein kammermusikalischer Auftritt mit dem Violisten Alfred Markow, ihrem Schwager, im Metropolitan Museum of Art und anschließend eine ausgedehnte Tournee mit der Konzertreihe New Americans: From Russia with Love durch das Land. Ein Carnegie Hall-Konzert Yablonskyas im März 1980 mit einem Brahms, Beethoven, Schubert und Liszt Programm wurde aufgrund des im Vorjahr hinterlassenen Eindrucks mit der Zuschreibung „Geniale russische Emigrantin Oxana Yablonskaya“ und „Jubelt ihr zu“ angekündigt.
Die Pianistin etablierte sich in den Folgejahren auf den Konzertbühnen der Welt und trat im Laufe ihrer Karriere in über 40 Ländern auf und konzertierte mit bedeutenden Orchestern.
In den ersten fünf Jahren nach ihrer Ausreise aus der Sowjetunion lebte Yablonskaya abwechselnd in Deutschland und den Vereinigten Staaten, 1983 verlegt sie ihren Lebensmittelpunkt gänzlich in die USA und unterrichtete zusätzlich zu ihrer Konzerttätigkeit an der Juilliard School. Sie etablierte sich als angesehene Klavierpädagogin und unterrichtet unter anderem Ching-Yun Hu. Im Jahr 2008 schied sie am Juilliard aus und gründete im italienischen Castelnuovo di Garfagnana die zwei Jahre bestehende Klavierschule Oxana Yablonskaya Piano Institute, an der unter anderem Dora Deliyska ihr Graduiertenstudium absolvierte.
Yablonskaya nimmt regelmäßig an Festivals teil, so an dem von ihrem Sohn Dimitry Yablonsky im Jahr 2009 mitgegründeten Gabala International Music Festival in Aserbaidschan. Daneben gibt sie Meisterkurse und ist als Jurorin bei Klavierwettbewerben tätig. Sie ist Mitbegründerin des seit 1982 ausgetragenen, jährlich im August stattfindenden Puigcerdà Musica Clasica International Festival in Spanien. Seit 2016 unterrichtet sie an der Jerusalem Academy of Music and Dance, nachdem sie 2014 die israelische Staatsbürgerschaft angenommen hat.
Yablonskaya ist seit 2004 Yamaha Artist.

### Aufnahmen
Yablonskaya hat eine umfängliche Diskografie vorgelegt und für die Musiklabels Melodija, Connoisseur Society, Naxos, Bel Air, Pro Piano, Discover International und Classical Records aufgenommen.
Die frühen Einspielungen für die sowjetische Melodija werden von Liebhabern bis in die Gegenwart geschätzt. David Fanning bezeichnete 2020 in der britischen Musikzeitschrift Gramophone Yablonskayas 1968er Aufnahme der Klaviersonate Nr. 6 in d-Moll op. 73 von Mieczysław Weinberg als „allerfeinst“ und seinen „persönlichen Favoriten“.
Ihre Aufnahme von Liszts Spanischer Rhapsodie, den Paganini Etüden La Chasse und Thema und Variationen sowie der fünf  Liszt-Schubert-Lieder 1979 für das US-amerikanische Label Connoisseur Society erhielt die Auszeichnung Grand Prix International du Disque der Liszt Gesellschaft in Budapest. In dieser Aufnahme verorten Ingo Harden und Gregor Willmes die typischen Qualitäten der Pianistin – im „kraftvollen, gradlinigen, immer durchsichtigen Klavierspiel“, dem „hochentwickelten Sinn für Temporelationen“ und „großen dynamischen Möglichkeiten“.
Tim Parry schreibt für Gramophone anlässlich der 14 Liszt-Schubert Transkripte, erschienen 1997 bei Naxos, „vom glänzenden Gelingen vieler Lieder“. Yablonskaya habe „ein feines Gespür für pianistische Textur, für die Differenzierung von begleitenden und melodischen Strängen“. Ihre Interpretation sei „zutiefst nachdenklich und ernst, ihre Herangehensweise berührend sensibel.“
In der New Yorker Daily News wurde die Rachmaninow-Einspielung aus dem Jahr 1993 als Album der Woche geehrt. Terry Teachout wertet, Yablonskaya sei eine „starke, ernsthafte Spielerin, die Rachmaninow wie den großen Komponisten klingen lässt, der er ist (Nehmt das hin, Snobs!)“. Gramophone schreibt die Aufnahme einer „eindeutig formidablen Pianistin“ zu, die eine „reichhaltige Auswahl Rachmaninows Musik“ biete und „uns mit meisterhafter Leichtigkeit durch feurige Verwicklungen, verschleierte Melancholie und jubelnde Triumphe“ leite.
Jed Distler erinnert sich anlässlich einer Besprechung rückblickend an „den  großen, warmen, üppigen Ton, den Yablonskaya im Konzertsaal produziert.“  Ihre Prokofjew Visions Fugitives von 2006 seien „so geschmeidig, transparent und witzig geformt, wie man es sich nur wünschen kann“, gleichzeitig verstehe und projiziere „die Pianistin das sardonisch galoppierende Wesen und die lyrische Zurückhaltung der dritten Sonate voll und ganz“.

## Wettbewerbsleistungen und Auszeichnungen
- 1963: Zweiter Platz beim Long-Thibaud-Wettbewerb in Paris[28]
- 1965: Erster Platz dem IV Internationalen Klavierwettbewerb in Rio de Janeiro zusammen mit Alexei Ljubimow[29]
- 1969: Zweiter Platz beim Internationalen Beethoven Klavierwettbewerb Wien[30]
- 1981: Grand Prix International du Disque Liszt der Franz Liszt Gesellschaft in Budapest für die Aufnahme Liszt/Liszt-Schubert Transkriptionen[31]

## Tonträger (Auswahl)
- Ludwig van Beethoven: Eroica-Variationen in Es-Dur op. 35, Aram Chatschaturjan: Klaviersonate in C-Dur. (Melodija, 1966)
- Играет Оксана Яблонская: Ludwig van Beethoven Klaviersonate Nr. 28 A-Dur op. 101 und Rondo a capriccio in G-Dur op. 129; Frédéric Chopin Barcarolle in Fis-Dur op. 60; Gian Francesco Malipiero Il tarlo; Mieczysław Weinberg Klaviersonate Nr. 6 in d-Moll op. 73. (Melodija, 1968)
- Pjotr Iljitsch Tschaikowski: Konzertfantasie für Klavier und Orchester in G-Dur op.56 mit dem Tschaikowsky-Symphonieorchester des Moskauer Rundfunks unter dem Dirigat von Boris Chaikin. (Melodija, 1968)
- Ludwig van Beethoven: Klaviersonate Nr. 7 in D-Dur op. 10 Nr. 3 und Klaviersonate Nr. 21 in C-Dur op. 53. (Melodija, 1971)
- Franz Liszt: Spanische Rhapsodie S.254, Paganini Etüde Nr. 5 in E-Dur La Chasse und Nr. 6 in a-Moll Thema und Variationen; Liszt-Schubert-Transkripte Auf dem Wasser zu singen S.558, Nr. 2,  Der Wanderer S.558 Nr. 11, Gretchen am Spinnrade S.558 Nr. 8, Ständchen (Leise flehen meine Lieder), S.560, Nr. 7 und  Ständchen (Hark! hark! the lark) S.558, Nr. 9. (Connoisseur Society, 1979)
- Johannes Brahms Sonatas für Cello und Piano: Sonaten in e-Moll, op. 38 und in F-Dur op. 99 mit ihrem Sohn, dem Cellisten Dmitry Yablonsky. (Discover International, 1994)
- Yablonskaya Plays Rachmaninoff. (Connoisseur Society, 1993. Aufnahme im November 1992 in der Music Hall, Tarrytown, New York)[32]
- Tchaikovsky: Piano Music, Vol. 1: Klaviersonate in G-Dur op. 37 und Sechs Stücke für Klavier op. 51.(Naxos, 1995, Aufnahme zwischen 12. und 13. Mai 1994 in der Fisher Hall, Santa Rosa, Kalifornien)
- Aram Chatschaturjan: Klavierkonzert in Des-Dur und Konzert-Rhapsodie für Klavier & Orchester in Des-Dur mit dem Moskauer Philharmonisches Orchester unter dem Dirigat ihres Sohnes Dmitry Yablonsky. (Naxos, 1997, Aufnahme zwischen im Dezember 1995 in den Mosfilm Studios in Moskau)
- Franz Liszt, Complete Piano Music Vol. 5, Schubert Transcriptions, Oxana Yablonskaya. (Naxos, 1997. Aufnahme im Mai 1994 in der Fisher Hall, Santa Rosa, Kalifornien)[33]
- Ludwig van Beethoven: Klaviersonate Nr. 17 in d-Moll op. 31 Nr. 2, Klaviersonate Nr. 21 in C-Dur op. 53, Klaviersonate Nr. 28 in A-Dur op. 101  (Pro Piano Records, 1997, Aufnahme am 13. und 14. November im Studio der American Academy of Arts and Letters, New York City)
- Tchaikovsky: Piano Music, Vol. 2: Dumka in c-Moll op. 59, Romanze f-Moll op. 5, Zwei Stücke op. 10, Sechs Stücke für Klavier op. 19, Transkripte dreier Romanzen aus op. 16 Nr. 1, 4 und 5 und Slawische Marsch in b-Moll op. 31. (Naxos, 1998, Aufnahme vom 11. Januar 1995 in der Fisher Hall, Santa Rosa, Kalifornien)
- Alexander Glasunow: Klavierkonzert Nr. 1 in f-Moll op. 92 und Klavierkonzert Nr. 2 in H-Dur op. 100 mit dem Moskauer Philharmonisches Orchester unter dem Dirigat von Dmitry Yablonsky. (Naxos, 2000, Aufnahme zwischen dem 18. und 3. Juni 1996 in den Mosfilm Studios in Moskau)
- Grandiose Melodies: Johannes Brahms: Klavierkonzert in d-Moll op. 15 und Franz Liszt: Klavierkonzert Nr. 1 in Es-Dur mit dem Moskauer Philharmonisches Orchester unter dem Dirigat von Dmitry Yablonsky. (Bel Air Music, 2000)
- Sergei Rachmaninow: Klavierkonzert in fis-Moll Nr. 1 op. 1;  Pjotr Iljitsch Tschaikowski: 1. Klavierkonzert in b-Moll op. 23; Sergei Prokofjew: Klavierkonzert Nr. 1 in Des-Dur op. 10 mit dem Moskauer Philharmonisches Orchester unter dem Dirigat von Dmitry Yablonsky. (Bel Air Music, 2000)
- Frédéric Chopin: Klavierkonzert in Es-Dur Nr. 1 und das 2. Klavierkonzert in f-Moll op. 21 mit dem Moskauer Philharmonisches Orchester unter dem Dirigat von Dmitry Yablonsky. (Bel Air Music, 2002)
- Modest Mussorgski: Bilder einer Ausstellung; Sergei Prokofjew: Visions Fugitives und Klaviersonate Nr. 3 a-Moll op. 28 (Connoisseur Society, 2006)
- Frédéric Chopin: Klaviersonate in b-Moll op. 35. (Connoisseur Society, 2006)
- Pjotr Iljitsch Tschaikowski: Kinderalbum 24. Stücke für Klavier op. 39 und Die Jahreszeiten 12 Charakterstücke op. 37.(Classical Records, 2008, Aufnahme im November 2007 im 1. Studio des Russischen TV/Rossiya Kultura in Moskau)

## Werke

### Noteneditionen für Klavier für die International Music Company
- Tschaikowsky, Pjotr Iljitsch: Slawischer March op. 31
- Gluck, Christoph Willibald: Melodie (Orpheus + Euridice)
- Liadow, Anatole: 14 pieces
- Tschaikowsky, Pjotr Iljitsch: Grand Sonata op. 37
- Glinka, Mikhail Iwanowic: Sonata d-Moll
- Tschaikowsky, Pjotr Iljitsch: 3 Lieder op. 16
- Tschaikowsky, Pjotr Iljitsch: Jugendalbum op. 39
- Cimarosa, Domenico: 16 Sonaten
- Balakirew, Milij: Sonata b-Moll op. 102[34]

Quelle International Music Company:

### Autobiografie
- Оксана Яблонская: Маленькие руки Тема с вариациями. (Oksana Yablonskaya: Kleine Hände, Thema mit Variationen). Veröffentlicht auf der Website Bibliothek der Unabhängigen Akademie für Ästhetik und Geisteswissenschaften (2019 umbenannt in Jurij Borissowitsch Borew Akademie für Ästhetik und Geisteswissenschaften)